# Petra Dallmann
Petra Dallmann (ur. 21 listopada 1978 we Fryburgu Bryzgowijskim), niemiecka pływaczka specjalizująca się w stylu dowolnym, medalistka olimpijska, mistrzostw świata i Europy.
Jej największym sukcesem jest brązowy medal na Igrzyskach Olimpijskich 2004 w Atenach w sztafecie 4x200 m stylem dowolnym.
Dallmann osiąga międzynarodowe sukcesy głównie w sztafetach.